# Judy Dyble

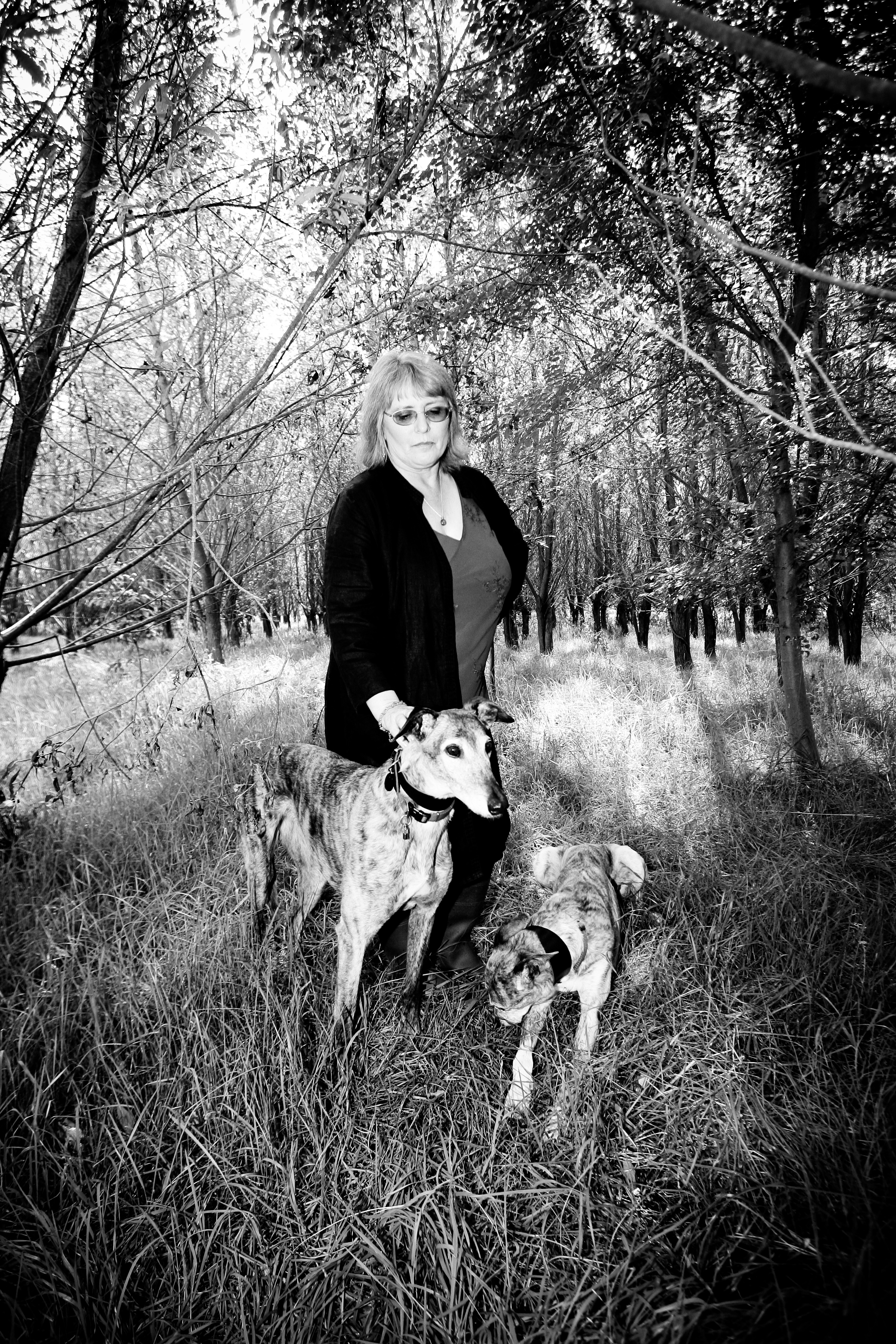
Judy Dyble, 2009

Judy Dyble (* 13. Februar 1949 in London, England; † 12. Juli 2020 in Oxfordshire, England) war eine britische Folk-Rock-Sängerin.

## Leben
1967, nur einige Monate nach Gründung der Band, schloss sich Dyble Fairport Convention an. Sie blieb jedoch nur für das Debütalbum. Schon vor dessen Veröffentlichung Mitte 1968 wurde sie von der Band gefeuert und durch Sandy Denny ersetzt.
Daraufhin bewarb sie sich zusammen mit Ian McDonald im Melody Maker für einen Platz bei einer neuen Band. Nachdem Peter Giles ihnen geantwortet hatte, traten sie Giles, Giles & Fripp bei, aus denen später King Crimson entstand. Die Band nahm in dieser Zeit mehrere Demobänder auf, die schließlich im Jahr 2001 als The Brondesbury Tapes veröffentlicht wurden; eine frühe Version von I Talk to the Wind mit Judy Dyble erschien außerdem bereits 1976 auf der Kompilation The Young Person’s Guide to King Crimson.
Nach kurzer Zeit trennte sich Judy Dyble wieder von Giles, Giles & Fripp und gründete mit Ex-Them-Keyboarder Jackie McAuley das Folkrock-Duo Trader Horne. Auf dem einzigen Album von Trader Horne, das Morning Way heißt und 1970 erschien, ist Dyble Co-Autorin einiger Songs. Auch singt sie dort nicht nur, sie spielt auch Klavier und Autoharp.
Im Mai 1971 schloss sie sich mit den Überresten der Band Delivery – Lol Coxhill, Phil Miller und dessen Bruder Steve Miller – zu DC & the MB’s (Dyble-Coxhill and the Miller Brothers) zusammen; die Band spielte jedoch nur einige Konzerte in Holland und löste sich dann endgültig auf.
Danach zog sich Dyble für lange Zeit ganz aus der Musikszene zurück, bis auf zwei Gastauftritte beim Cropredy Festival in den Jahren 1981 und 1982. 1997 und 2002 trat sie mit Fairport Convention auf demselben Festival auf. 2004 erschien das Album Enchanted Garden, das sie zusammen mit Marc Swordfish und Astralasia aufgenommen hatte; 2006 folgten die Alben Spindle und Whorl, 2009 Talking With Strangers und 2013 Flow and Change.
Anfang 2019 gründete sie gemeinsam mit dem Sänger von Big Big Train, David Longdon, das Duo Dyble Longdon, als sie bereits in Chemotherapie war. Die Veröffentlichung ihres gemeinsamen Albums ‘‘Between A Breath And A Breath‘‘ erlebte sie nicht mehr, ebenso wie ihr Duopartner, der bei einem tragischen Unfall starb.
Judy Dyble starb am 12. Juli 2020 im Alter von 71 Jahren an Lungenkrebs.